# سطح جملوني خشبي

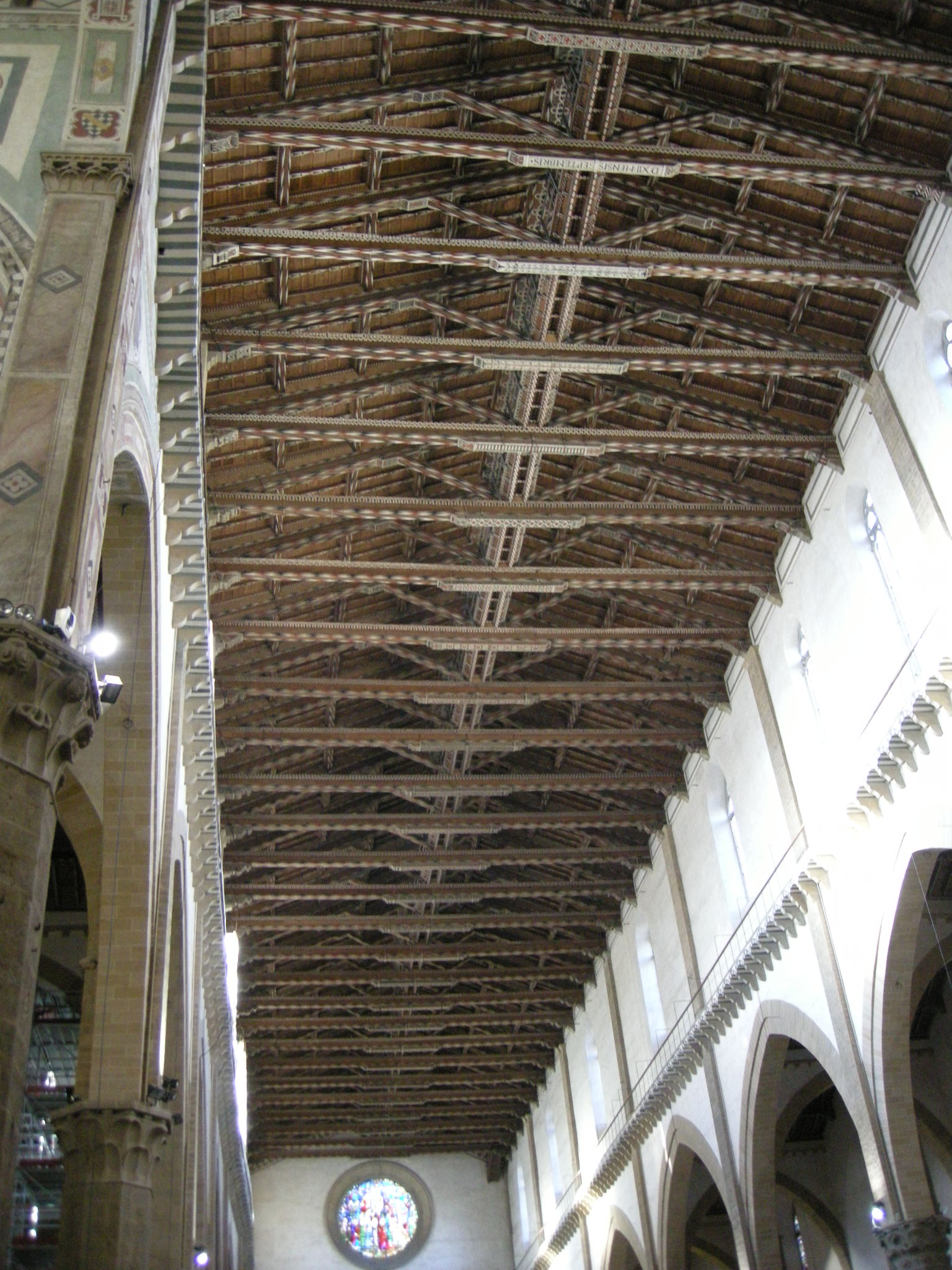
السقف الجملوني الخشبي لكاتدرائية الصليب المقدس في فلورنسا، إيطاليا. يعود تاريخه إلى عام 1443.

السطح الجملوني الخشبي (بالإنجليزية: Timber roof truss)‏ هو الإطار الإنشائي الحامل للأحمال والأوزان في المباني الخشبيّة، ويُصمم من أجل إغلاق الفراغات فوق غرفةٍ ما أو لتزويد الدعم للسقف.
تكون الجملونات في هذه الأسطح مُكرَرة على مسافات منتظمة، وترتبط بالأخشاب الطوليّة كالمدّادات الرافدة التي تدعم روافد السقف. كما أن الفراغ الناشئ بين كل جمالون وآخر يُعرف باسم مدّة أو فرجة.
تتكون الأسطح الخشبيّة الجملونيّة من جزء علوي هو الرافدتان المائلتان، وآخر سفلي يُدعى عارضة رابطة. ويوجد نوعان من هذه الأسطح الجملونيّة الخشبيّة: مغلق، حيث يكون الجزء السفلي ممتدًا بشكل أفقي، والآخر مفتوح حيث يمكن رفع الجزء السفلي لتوفير مساحة أكثر للمرور أسفل السطح.

## تاريخ

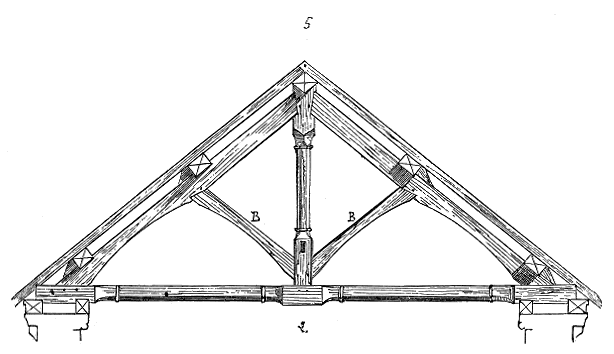
السطح الجملوني الخشبي منذ عصر الرومان.

يعود أول استخدام للأسطح الجملونيّة إلى العمارة الرومانيّة، وذلك من خلال استخدام الرومان للأقواس والقباب. ويُعتقد أن منطقة التقاء دعامة الجملون المركزيّة مع العارضة الرابطة الممتدة أفقيًا كانت آنذاك غير متصلة، وذلك لتوزيع القوى والأحمال بشكل صحيح. وربمّا يكون هذا النوع من الأسقف أحد أكثر المظاهر شيوعًا للمباني التجاريّة آنذاك، وذلك للحصول على سقف منحدر مسطح أو منخفض. مع وجود العديد من مستودعات التصنيع التي استخدمت تلك الجملونات أيضًا.

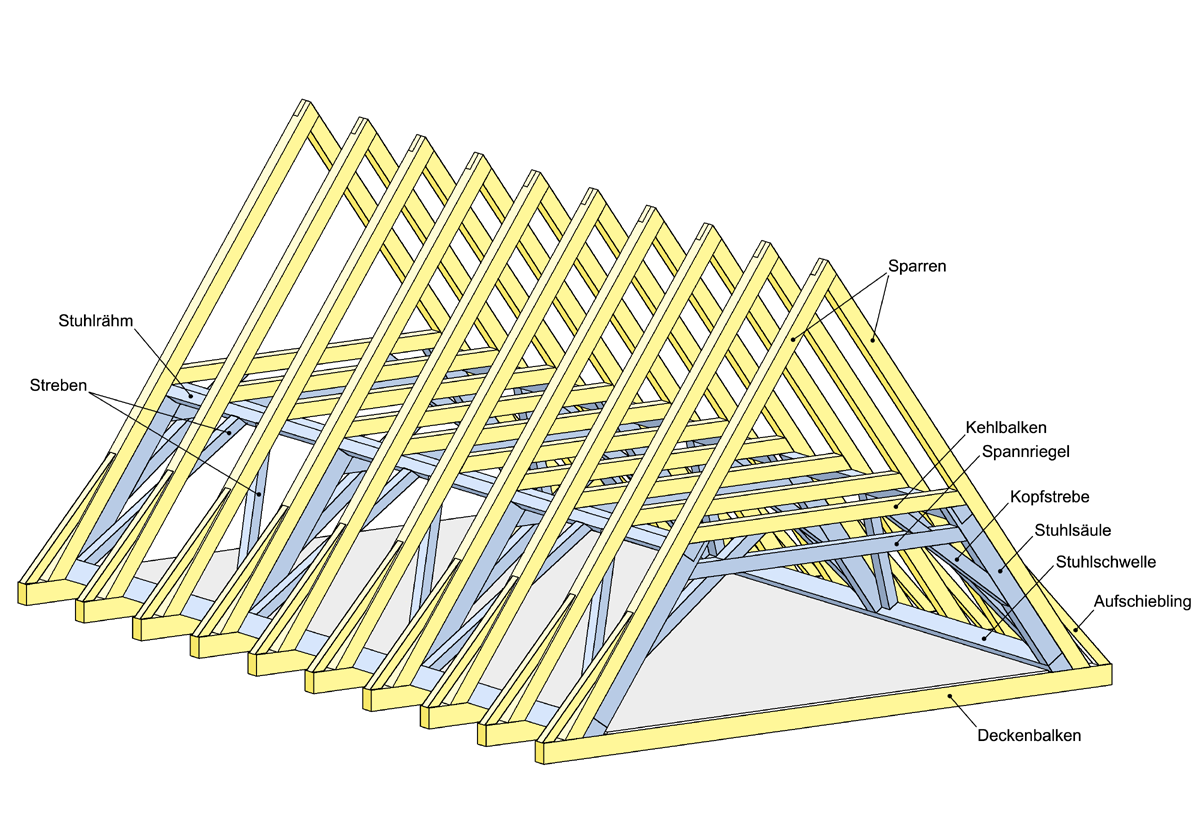
نمط انتقالي للجملونات.

لقد تم تطوير الأسطح الجملونيّة الخشبيّة في العصور الوسطى، بينما كانت الأسقف السابقة مدعومة بزوج من العوارض الخشبيّة المتلاصقة التي ترتبط بالعوارض الأفقيّة. إلاّ أن مثل هذه الأسطح لم تكن إنشائيًا قويّة بما فيه الكفاية، وكانت الجملونات فيها مُكررة بشكل كبير وكانت تفتقر إلى أي دعم طولي، وهو ما كان يؤدي إلى الانهيار الناتج عن الحركة الأفقيّة.
يُعتَبر الجملون منذ العصر الروماني وحدة مثلثيّة لها فواصل مترابطة. كما يُعتبر هذا الشكل من الأسطح من أكثر توجهات البناء المعروفة قوةً والأكثر ثباتًا بسبب كيفيّة انتقال القوى من خلال تلك الوحدة المثلثيّة. فعند تسليط أي قوة على جانب الجملون، ينتج ردة فعل لتلك القوى تحدث في منطقة العقدة، وهي إما أن تكون قوى شد أو قوى ضغط.

## الجملون المغلق

### دعامة الجملون
هو أبسط أنواع الأسطح الجملونيّة الخشبيّة (بالإنجليزية: King post truss). يحتوي على يحتوي على رافدتان مائلتان رئيسيتان إثنتان، عارضة رابطة، ودعامة الجملون المركزيّة العموديّة. يُستخدم عادةً بالاقتران مع اثنين من الدعامات الزاوية.
عادةً ما تكون دعامات الجملون تحت قوى شد، مما يؤدي إلى الحاجة لوجود روابط كافية مع العارضة الرابطة والعارضتين الرئيسيتين. يمكن أحيانًا استبدال دعامة الجملون بقضيب حديدي.

### قائم الجملون
هو أحد أنواع الأسطح الجملونيّة الخشبيّة المغلقة (بالإنجليزية: Queen post truss). يحتوي على رافدتان مائلتان رئيسيتان إثنتان، عارضة رابطة، وقائمتيّ جملون عموديتين. يتم استخدام هذا النوع من الأسطح الجملونيّة لتوسعة المسافة بين ركيزتين، وتتراكب مع عدد من الروابط في المسافات الطويلة. وكما هو الأمر في أسطح دعامات الجملون، يمكن استبدال قائما الجملون بقضيبين حديدين، وهو ما يُطلق عليه الجملون البالادياني نسبةً للمعمار الإيطالي أندريا بالاديو، الذي استخدمها بشكل كبير.
يُطلق هذا الاسم أيضًا على الأسطح الجملونيّة المُركبة (دعامة جملون وقوائم الجملون)، حيث تعمل قوائم الجملون كعارضة رابطة أسفل دعامة الجملون.

## الجملون المفتوح

جملون الرباط المقوس
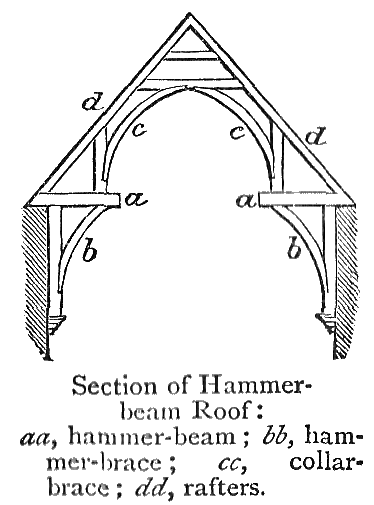
جملون عارضة المطرقة
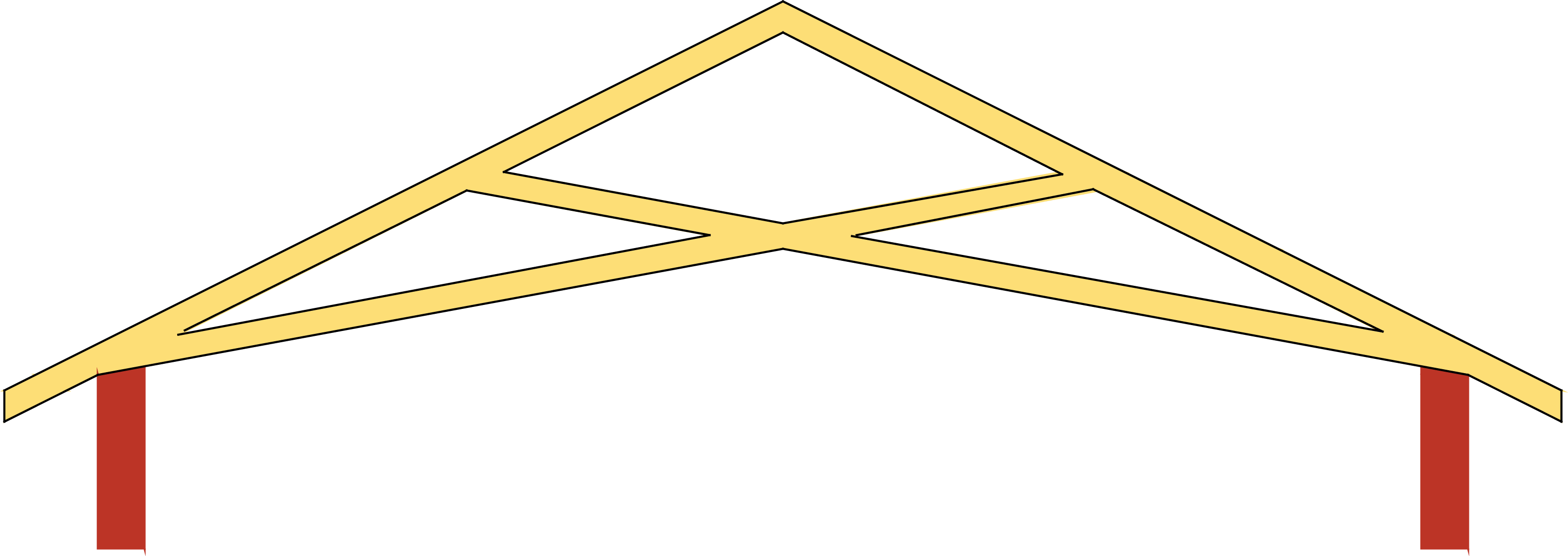
جملون المقص